# 森恰

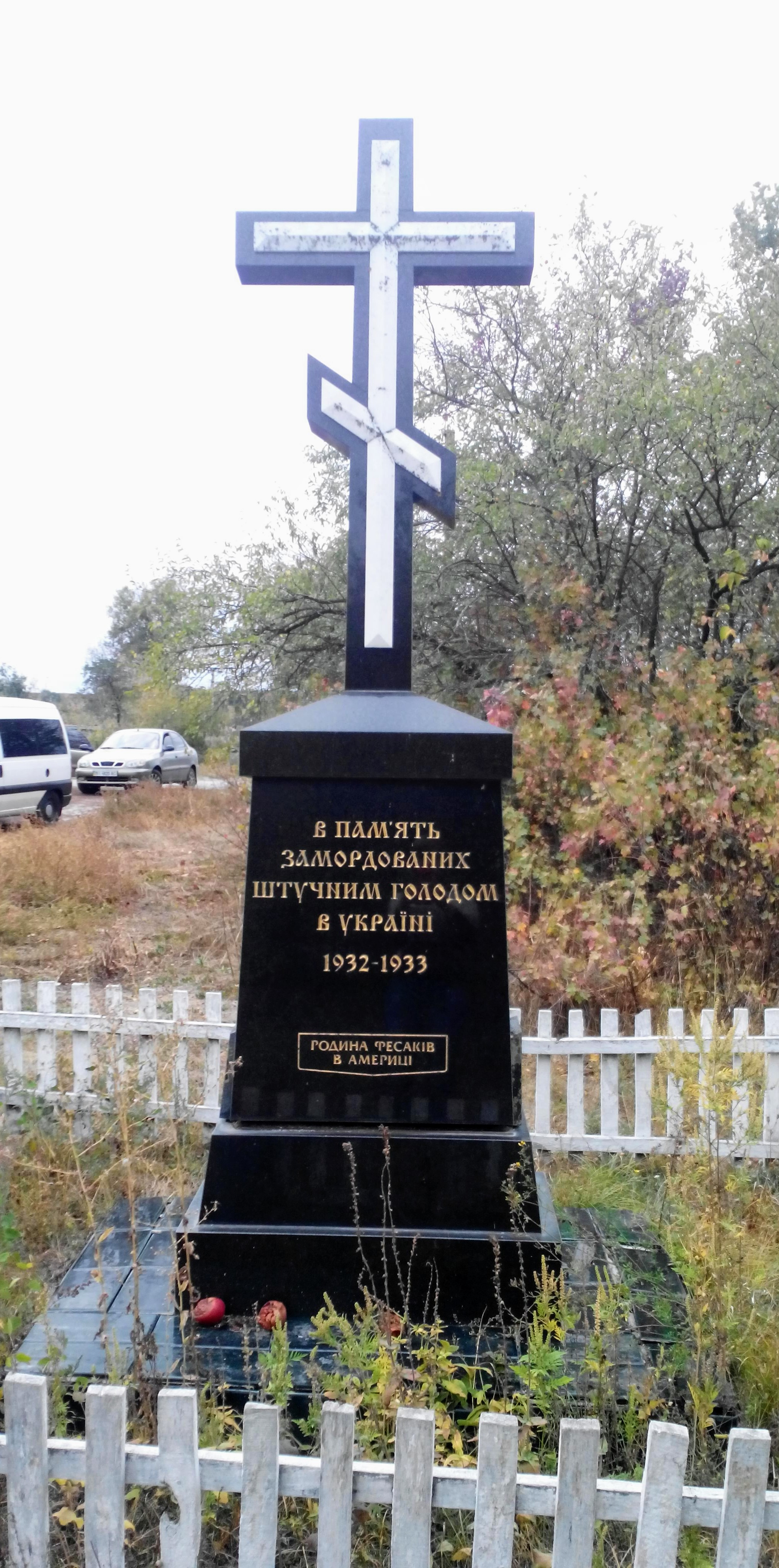
纪念碑

森恰是烏克蘭中部波爾塔瓦州米爾霍羅德區森恰市鎮内的村落及其行政中心。處於蘇拉河畔，分別距離盧奇卡2公里和赫里斯塔尼夫卡2.5公里，始建於989年，面積95.31平方公里，海拔高度146米，2001年人口3,037。